# Claude Jean Narcisse Rault
Mons. Claude Jean Narcisse Rault (* 28. listopadu 1940, Poilley) je francouzsko-alžírský římskokatolický kněz a biskup Laghouatu.

## Život
Narodil se 28. listopadu 1940 ve francouzském Poilley. Roku 1952 začal studovat na Institut Notre Dame d'Avranches, kde roku 1959 získal bakalářský titul z filosofie. Poté začal studovat filosofii ve Vyšším semináři v Coutances. Roku 1964 odešel studovat teologii do Ottawy a poté v Lille. Dne 29. června 1966 složil sliby v řeholním institutu Misionáři Afriky. Na kněze byl vysvěcen 29. června 1968.
V letech 1970 až 1971 byl zástupcem ředitele Centra profesních formací Misionářů Afriky v El Harrachu.
Roku 1971 odešel do Říma studovat na Papežském institutu arabistických studií a islamologie. Roku 1972 studoval v Centre des Glycine alžírský arabský dialekt v Alžíru a v letech 1979 až 1980 arabistiku v Jeruzalémě. Mezi tím byl učitelem angličtiny v Touggourtu.
Roku 1987 se stal generálním vikářem diecéze Laghouat a roku 1994 vedoucím noviciátu Misionářů Afriky ve Fribourgu a poté ve Bobo-Dioulasso.
V letech 1999-2004 byl provinciálem Bílých otců (Misionáři Afriky) v Maghrebu (Alžírsko a Tunisko).
Dne 26. října 2004 jej papež Jan Pavel II. jmenoval diecézním biskupem Laghouatu. Biskupské svěcení přijal 16. prosince 2004 z rukou arcibiskupa Michaela Louise Fitzgeralda a spolusvětiteli byli arcibiskup Henri Antoine Marie Teissier a biskup Augustin Traoré. Uveden do úřadu byl 19. prosince stejného roku.